# Legia Warszawa (piłka nożna) w sezonie 2014/2015
Sezon 2014/2015 był 78. Legii Warszawa w Ekstraklasie i 98. rokiem w historii klubu.

## Skład
| Imię i nazwisko                | Numer | Kraj       | Pozycje | Data urodzenia | Poprzedni klub            |
| Bramkarze                      |       |            |         |                |                           |
| Dušan Kuciak                   | 12    | Słowacja   | BR      | 21.05.1985     | FC Vaslui                 |
| Arkadiusz Malarz               | 34    | Polska     | BR      | 19.06.1980     | GKS Bełchatów             |
| Konrad Jałocha                 | 91    | Polska     | BR      | 9.05.1991      | wychowanek                |
| Obrońcy                        |       |            |         |                |                           |
| Dossa Júnior                   | 2     | Cypr       | ŚO      | 28.07.1986     | AEL Limassol              |
| Igor Lewczuk                   | 4     | Polska     | PO/ŚO   | 30.05.1985     | Zawisza Bydgoszcz         |
| Mateusz Wieteska               | 5     | Polska     | ŚO      | 11.02.1997     | wychowanek                |
| Iñaki Astiz                    | 15    | Hiszpania  | ŚO      | 5.11.1983      | CA Osasuna                |
| Tomasz Brzyski                 | 17    | Polska     | LO      | 10.01.1982     | Polonia Warszawa          |
| Bartosz Bereszyński            | 19    | Polska     | PO      | 12.07.1992     | Lech Poznań               |
| Jakub Rzeźniczak (wicekapitan) | 25    | Polska     | ŚO      | 26.10.1986     | Widzew Łódź               |
| Łukasz Broź                    | 28    | Polska     | PO/LO   | 17.12.1985     | Widzew Łódź               |
| Mateusz Hołownia               | 39    | Polska     | LO      | 6.05.1998      | wychowanek                |
| Pomocnicy                      |       |            |         |                |                           |
| Tomasz Jodłowiec               | 3     | Polska     | DP/ŚP   | 8.09.1985      | Śląsk Wrocław             |
| Guilherme                      | 6     | Brazylia   | PP/LO   | 21.05.1991     | Olé Brasil                |
| Ondrej Duda                    | 8     | Słowacja   | OP      | 15.12.1994     | Košice                    |
| Mateusz Szwoch                 | 14    | Polska     | OP/PP   | 19.03.1993     | Arka Gdynia               |
| Michał Masłowski               | 16    | Polska     | OP      | 19.12.1989     | Zawisza Bydgoszcz         |
| Michał Kucharczyk              | 18    | Polska     | LP/PP   | 20.03.1991     | Świt Nowy Dwór Mazowiecki |
| Jakub Kosecki                  | 20    | Polska     | LP/PP   | 29.08.1990     | Kosa Konstancin           |
| Ivica Vrdoljak (kapitan)       | 21    | Chorwacja  | DP/ŚP   | 19.09.1983     | Dinamo Zagrzeb            |
| Hélio Pinto                    | 23    | Portugalia | ŚP/OP   | 29.02.1984     | APOEL FC                  |
| Robert Bartczak                | 27    | Polska     | PP/PO   | 12.03.1996     | Lider Włocławek           |
| Michał Żyro                    | 33    | Polska     | PP/LP   | 20.09.1992     | wychowanek                |
| Dominik Furman                 | 37    | Polska     | ŚP      | 6.07.1992      | Toulouse FC (wypożyczony) |
| Łukasz Moneta                  | 73    | Polska     | LP/LO   | 13.05.1994     | LZS Leśnica               |
| Bartłomiej Kalinkowski         | 76    | Polska     | DP/ŚP   | 11.07.1994     | Broń Radom                |
| Napastnicy                     |       |            |         |                |                           |
| Marek Saganowski               | 9     | Polska     | NA      | 31.10.1978     | ŁKS Łódź                  |
| Adam Ryczkowski                | 45    | Polska     | NA/PP   | 30.04.1997     | Polonia Warszawa          |
| Orlando Sá                     | 70    | Portugalia | NA      | 26.05.1988     | AEL Limassol              |

## Nowe kontrakty
| Numer | Pozycja | Piłkarz             | Długość kontraktu | Koniec kontraktu | Data                 | Źródło |
| ----- | ------- | ------------------- | ----------------- | ---------------- | -------------------- | ------ |
|       | LP      | Aleksander Jagiełło | Rok               | 2015             | 3 lipca 2014         | [ 1 ]  |
| 73    | LP      | Łukasz Moneta       | 3 lata            | 2017             | 4 sierpnia 2014      | [ 2 ]  |
| 45    | NA      | Adam Ryczkowski     | 3 lata            | 2017             | 22 sierpnia 2014     | [ 3 ]  |
| 21    | DP      | Ivica Vrdoljak      | 3 lata            | 2017             | 16 października 2014 | [ 4 ]  |
| 32    | OP      | Miroslav Radović    | 3 lata            | 2018             | 18 listopada 2014    | [ 5 ]  |
| 28    | PO      | Łukasz Broź         | 3 lata            | 2018             | 16 grudnia 2014      | [ 6 ]  |
| 6     | PP      | Guilherme           | 3 lata            | 2018             | 30 stycznia 2015     | [ 7 ]  |
| 8     | OP      | Ondrej Duda         | 4 lata            | 2019             | 13 lutego 2015       | [ 8 ]  |
| 91    | BR      | Konrad Jałocha      | 2 lata            | 2017             | 16 lutego 2015       | [ 9 ]  |
|       | ŚO      | Rafał Makowski      | 3 lata            | 2018             | 6 marca 2015         | [ 10 ] |
| 27    | PP      | Robert Bartczak     | 3 lata            | 2018             | 6 marca 2015         | [ 11 ] |

## Transfery

### Do klubu
| Data transferu   | Pozycja | Numer | Piłkarz          | Z klubu           | Kwota      | Źródło |
| ---------------- | ------- | ----- | ---------------- | ----------------- | ---------- | ------ |
| 22 maja 2014     | BR      | 1     | Łukasz Budziłek  | GKS Katowice      | za darmo   | [ 12 ] |
| 10 czerwca 2014  | OP      | 14    | Mateusz Szwoch   | Arka Gdynia       | 75 000 €   | [ 13 ] |
| 18 czerwca 2014  | NA      | 11    | Arkadiusz Piech  | Zagłębie Lubin    | 250 000 €  | [ 14 ] |
| 19 czerwca 2014  | PO      | 4     | Igor Lewczuk     | Zawisza Bydgoszcz | 200 000 €  | [ 15 ] |
| 23 czerwca 2014  | DP      | 31    | Krystian Bielik  | Lech Poznań       | 100 000 €  | [ 16 ] |
| 29 stycznia 2015 | OP      | 16    | Michał Masłowski | Zawisza Bydgoszcz | 800 000 €  | [ 17 ] |
| 2 lutego 2015    | BR      | 34    | Arkadiusz Malarz | GKS Bełchatów     | 500 000 zł | [ 18 ] |

### Wypożyczenia do klubu
| Data wypożyczenia | Pozycja | Numer | Piłkarz        | Z klubu       | Źródło |
| ----------------- | ------- | ----- | -------------- | ------------- | ------ |
| 17 czerwca 2014   | LO      | 30    | Ronan          | Fluminense FC | [ 19 ] |
| 16 stycznia 2015  | ŚP      | 37    | Dominik Furman | Toulouse FC   | [ 20 ] |

### Z klubu
| Data transferu   | Pozycja | Numer | Piłkarz              | Do klubu                 | Kwota     | Źródło |
| ---------------- | ------- | ----- | -------------------- | ------------------------ | --------- | ------ |
| 17 czerwca 2014  | DP      | 35    | Daniel Łukasik       | Lechia Gdańsk            | 800 000 € | [ 21 ] |
| 17 czerwca 2014  | BR      | 84    | Wojciech Skaba       | Ruch Chorzów             | za darmo  | [ 22 ] |
| 4 lipca 2014     | NA      | 11    | Michał Efir          | Ruch Chorzów             | 25 000 €  | [ 23 ] |
| 12 sierpnia 2014 | NA      | 13    | Wladimer Dwaliszwili | Odense                   | za darmo  | [ 24 ] |
| 21 stycznia 2015 | ŚP      | 31    | Krystian Bielik      | Arsenal                  | 2,4 mln £ | [ 26 ] |
| 6 lutego 2015    | BR      | 1     | Łukasz Budziłek      | Lechia Gdańsk            |           | [ 27 ] |
| 27 lutego 2015   | OP      | 32    | Miroslav Radović     | Hebei China Fortune F.C. | 2 mln €   | [ 28 ] |

### Wypożyczenia z klubu
| Data wypożyczenia | Pozycja | Numer | Piłkarz             | Do klubu      | Źródło |
| ----------------- | ------- | ----- | ------------------- | ------------- | ------ |
| 1 lipca 2014      | ŚO      | 39    | Mateusz Cichocki    | Dolcan Ząbki  |        |
| 3 lipca 2014      | LP      |       | Aleksander Jagiełło | Arka Gdynia   |        |
| 21 lipca 2014     | NA      | 27    | Patryk Mikita       | Dolcan Ząbki  |        |
| 14 sierpnia 2014  | PP      | 7     | Henrik Ojamaa       | Motherwell    | [ 29 ] |
| 7 stycznia 2015   | NA      | 11    | Arkadiusz Piech     | GKS Bełchatów | [ 30 ] |
| 2 lutego 2015     | PP      | 7     | Henrik Ojamaa       | Sarpsborg     | [ 31 ] |

## Mecze

### Towarzyskie
| 25 czerwca 2014 | Legia Warszawa          | 2:0   | Atlantas Kłajpeda |             |
| 16:00           | Kucharczyk 31' · Sá 51' | (1:0) |                   | Widzów: 150 |

| 1 lipca 2014 | Legia Warszawa                                           | 4:1   | Pogoń Szczecin |  |
| 17:00        | Sá 9' (k.) · Pinto 13' (k.) · Kucharczyk 36' · Piech 76' | (3:0) | 86' Zwoliński  |  |
| 17:00        | Broź 45'                                                 | (3:0) | 22' Frączczak  |  |

| 2 lipca 2014 | Legia Warszawa | 0:0   | Arka Gdynia |  |
| 14:00        |                | (0:0) |             |  |

| 8 lipca 2014 | Legia Warszawa | 1:0   | Hapoel Beer Szewa |                                   |
| 20:45        | Żyro 56'       | (0:0) |                   | Pepsi Arena, Warszawa Widzów: 150 |

| 24 stycznia 2015 | Legia Warszawa                            | 2:1   | Viktoria Pilzno            |  |
| 17:00            | Kucharczyk 21' · Sá 39' (k.)              | (2:0) | 83' Mahmutović             |  |
| 17:00            | Kosecki 48' · Moneta 79' · Saganowski 82' | (2:0) | 20' Limberský · 76' Řezník |  |

| 27 stycznia 2015 | Legia Warszawa | 0:2   | Qarabağ FK                 |  |
| 13:00            |                | (0:0) | 67' Reynaldo · 82' Tağıyev |  |

| 27 stycznia 2015 | Legia Warszawa               | 2:3   | Zenit Petersburg                          |  |
| 17:30            | Sá 30' (k.) · Kucharczyk 66' | (1:2) | 14' Smolnikow · 27' Danny · 90' Lombaerts |  |
| 17:30            | 57' Witsel                   | (1:2) |                                           |  |

| 5 lutego 2015 | Legia Warszawa                                      | 4:2   | Dinamo Bukareszt                        |  |
| 18:00         | Ryczkowski 24', 32' · Jodłowiec 30' · Radović 45+1' | (4:1) | 9' Grozav · 78' Niculae                 |  |
| 18:00         | Radović 25'                                         | (4:1) | 35' Grozav · 37' Rotariu · 90+1' Cordoș |  |

| 6 lutego 2015 | Legia Warszawa | 1:3   | Dnipro                                 |  |
| 12:00         | Saganowski 82' | (0:1) | 19' Kalinić · 52' Zozula · 82' Matheus |  |

### Superpuchar Polski
| 9 lipca 2014 | Legia Warszawa                  | 2:3   | Zawisza Bydgoszcz                          |                                                                         |
| 19:00        | Ryczkowski 43' · Saganowski 71' | (1:1) | 30' Carlos · 54' Alvarinho · 90' Geworgian | Pepsi Arena, Warszawa Widzów: 11 826 Sędzia: Bartosz Frankowski (Toruń) |
| 19:00        | Vrdoljak 29' · Piech 61'        | (1:1) | 6' Petasz · 64' Drygas · 83' Vasconselos   | Pepsi Arena, Warszawa Widzów: 11 826 Sędzia: Bartosz Frankowski (Toruń) |

### Ekstraklasa

#### Runda zasadnicza

##### Kolejność w tabeli
| Lp. | Drużyna               | M  | Z  | R  | P | Bramki | Bramki | Różn. | Pkt | Uwagi              | Bezpośrednio | ½    |
| --- | --------------------- | -- | -- | -- | - | ------ | ------ | ----- | --- | ------------------ | ------------ | ---- |
| 1   | Legia Warszawa        | 30 | 17 | 5  | 8 | 57     | 30     | +27   | 56  | Wejście do grupy A |              | (28) |
| 2   | Lech Poznań (M)       | 30 | 14 | 12 | 4 | 52     | 27     | +25   | 54  | Wejście do grupy A | (27)         |      |
| 3   | Jagiellonia Białystok | 30 | 14 | 7  | 9 | 43     | 35     | +8    | 49  | Wejście do grupy A | (25)         |      |
| 4   | Śląsk Wrocław         | 30 | 12 | 10 | 8 | 43     | 36     | +7    | 46  | Wejście do grupy A | (23)         |      |
| 5   | Wisła Kraków          | 29 | 11 | 10 | 8 | 47     | 39     | +8    | 43  | Wejście do grupy A | (22)         |      |

##### Mecze
| 119 lipca 2014 | Legia Warszawa             | 0:1   | GKS Bełchatów                                           |                                                                         |
| 20:30          |                            | (0:1) | 45' Ślusarski                                           | Pepsi Arena, Warszawa Widzów: 8699 Sędzia: Daniel Stefański (Bydgoszcz) |
| 20:30          | Pinto 27' · Rzeźniczak 83' | (0:1) | 41' Ślusarski · 47' Rachwał · 83' Basta · 90+1' Poźniak | Pepsi Arena, Warszawa Widzów: 8699 Sędzia: Daniel Stefański (Bydgoszcz) |

| 226 lipca 2014 | Cracovia                  | 1:3   | Legia Warszawa                                  | |
| 20:30          | Nowak 4'                  | (1:1) | 23' Kosecki · 47' Jodłowiec · 74' (k.) Vrdoljak | Stadion Cracovii im. Józefa Piłsudskiego, Kraków Widzów: 8308 Sędzia: Mariusz Złotek (Stalowa Wola) |
| 20:30          | Dudzic 53' · Rymaniak 86' | (1:1) |                                                 | Stadion Cracovii im. Józefa Piłsudskiego, Kraków Widzów: 8308 Sędzia: Mariusz Złotek (Stalowa Wola) |

| 32 sierpnia 2014 | Legia Warszawa                | 1:1   | Górnik Zabrze                               |                                                                         |
| 20:30            | Saganowski 66'                | (0:1) | 25' (sam.) Lewczuk                          | Pepsi Arena, Warszawa Widzów: 12 351 Sędzia: Bartosz Frankowski (Toruń) |
| 20:30            | Kosecki 55' · Bereszyński 85' | (0:1) | 53' Gancarczyk · 67' Sadzawicki · 87' Danch | Pepsi Arena, Warszawa Widzów: 12 351 Sędzia: Bartosz Frankowski (Toruń) |

| 49 sierpnia 2014 | Legia Warszawa                                     | 5:0   | Górnik Łęczna |                                                                           |
| 20:30            | Vrdoljak 46', 64' (k.) · Kosecki 49' · Sá 70', 80' | (0:0) |               | Pepsi Arena, Warszawa Widzów: 10 344 Sędzia: Jarosław Przybył (Kluczbork) |
| 20:30            | 64' Božić                                          | (0:0) |               | Pepsi Arena, Warszawa Widzów: 10 344 Sędzia: Jarosław Przybył (Kluczbork) |

| 516 sierpnia 2014 | Jagiellonia Białystok                                     | 0:3   | Legia Warszawa                          |                                                                            |
| 20:30             |                                                           | (0:2) | 14' Żyro · 25' Radović · 84' Kucharczyk | Stadion Miejski, Białystok Widzów: 7435 Sędzia: Bartosz Frankowski (Toruń) |
| 20:30             | Gajos 30' · Baran 45' · Wasiluk 54', 79' · Frankowski 62' | (0:2) | 32' Rzeźniczak                          | Stadion Miejski, Białystok Widzów: 7435 Sędzia: Bartosz Frankowski (Toruń) |

| 624 sierpnia 2014 | Legia Warszawa               | 2:0   | Korona Kielce |                                                                           |
| 15:30             | Sá 63' · Saganowski 76'      | (0:0) |               | Pepsi Arena, Warszawa Widzów: 12 729 Sędzia: Daniel Stefański (Bydgoszcz) |
| 15:30             | 79' Leândro · 90+2' Ouattara | (0:0) |               | Pepsi Arena, Warszawa Widzów: 12 729 Sędzia: Daniel Stefański (Bydgoszcz) |

| 731 sierpnia 2014 | Podbeskidzie Bielsko-Biała                      | 2:1   | Legia Warszawa                                             |                                                                                  |
| 15:30             | Sloboda 8' · Korzym 38'                         | (2:1) | 25' Sá                                                     | Stadion Miejski, Bielsko-Biała Widzów: 3500 Sędzia: Jarosław Przybył (Kluczbork) |
| 15:30             | Konieczny 62' · Sokołowski 75' · Górkiewicz 79' | (2:1) | 33' Vrdoljak · 35' Szwoch · 45' Brzyski · 90+5' Rzeźniczak | Stadion Miejski, Bielsko-Biała Widzów: 3500 Sędzia: Jarosław Przybył (Kluczbork) |

| 813 września 2014 | Legia Warszawa                     | 4:3   | Śląsk Wrocław                         |                                                                 |
| 20:30             | Radović 13', 85' · Júnior 21', 42' | (3:1) | 34' Mila · 49' Machaj · 90' F. Paixão | Pepsi Arena, Warszawa Widzów: 16 187 Sędzia: Paweł Gil (Lublin) |
| 20:30             | Kucharczyk 63' · Żyro 73'          | (3:1) | 56' Hołota · 79' Droppa               | Pepsi Arena, Warszawa Widzów: 16 187 Sędzia: Paweł Gil (Lublin) |

| 921 września 2014 | Wisła Kraków              | 0:3   | Legia Warszawa                                                    |                                                                                             |
| 18:00             |                           | (0:0) | 50' Sá · 90+5' Duda · 90+7' Radović                               | Stadion Miejski im. Henryka Reymana, Kraków Widzów: 31 289 Sędzia: Szymon Marciniak (Płock) |
| 18:00             | Burliga 55' · Garguła 56' | (0:0) | 29' Broź · 46' Kucharczyk (rez.) · 64' Jodłowiec · 84' Saganowski | Stadion Miejski im. Henryka Reymana, Kraków Widzów: 31 289 Sędzia: Szymon Marciniak (Płock) |

| 1027 września 2014 | Legia Warszawa           | 2:2   | Lech Poznań                                             |                                                                         |
| 20:30              | Brzyski 76' · Júnior 90' | (0:2) | 33' Kamiński · 39' Formella                             | Pepsi Arena, Warszawa Widzów: 25 934 Sędzia: Bartosz Frankowski (Toruń) |
| 20:30              | Broź 83' · Júnior 90+1'  | (0:2) | 11' Kędziora · 30' Wilusz · 63' Douglas · 89' Gostomski | Pepsi Arena, Warszawa Widzów: 25 934 Sędzia: Bartosz Frankowski (Toruń) |

| 116 października 2014 | Piast Gliwice               | 3:1   | Legia Warszawa |                                                                          |
| 15:30                 | Wilczek 16', 36', 76'       | (2:0) | 84' Duda       | Stadion Miejski, Gliwice Widzów: 7714 Sędzia: Bartosz Frankowski (Toruń) |
| 15:30                 | 20' Bielik · 80' Rzeźniczak | (2:0) |                | Stadion Miejski, Gliwice Widzów: 7714 Sędzia: Bartosz Frankowski (Toruń) |

| 1217 października 2014 | Legia Warszawa | 1:0   | Lechia Gdańsk |                                                                 |
| 20:45                  | Sá 87'         | (0:0) |               | Pepsi Arena, Warszawa Widzów: 18 171 Sędzia: Paweł Gil (Lublin) |

| 1326 października 2014 | Zawisza Bydgoszcz                                        | 1:2   | Legia Warszawa            |                                                                                            |
| 18:00                  | Wágner 65'                                               | (0:2) | 31' Rzeźniczak · 40' Żyro | Stadion im. Zdzisława Krzyszkowiaka, Bydgoszcz Widzów: 4600 Sędzia: Tomasz Musiał (Kraków) |
| 18:00                  | Goulon 62' · Alvarinho 82' · Ziajka 90+1' · Petasz 90+3' | (0:2) | 83' Broź                  | Stadion im. Zdzisława Krzyszkowiaka, Bydgoszcz Widzów: 4600 Sędzia: Tomasz Musiał (Kraków) |

| 142 listopada 2014 | Legia Warszawa               | 2:1   | Ruch Chorzów |                                                                            |
| 18:00              | Sá 37' (k.) · Ryczkowski 69' | (1:0) | 77' Kuświk   | Pepsi Arena, Warszawa Widzów: 12 918 Sędzia: Mariusz Złotek (Stalowa Wola) |
| 18:00              | Sá 87'                       | (1:0) | 30' Babiarz  | Pepsi Arena, Warszawa Widzów: 12 918 Sędzia: Mariusz Złotek (Stalowa Wola) |

| 159 listopada 2014 | Pogoń Szczecin                                                               | 2:1   | Legia Warszawa                                                                            |                                                                                             |
| 18:00              | Murawski 14' · Frączczak 38'                                                 | (2:0) | 75' Rzeźniczak                                                                            | Stadion Miejski im. Floriana Krygiera, Szczecin Widzów: 8324 Sędzia: Tomasz Musiał (Kraków) |
| 18:00              | Hernâni 44' · Matras 67' · Dąbrowski 90+3' · Nunes 90+5' · Janukiewicz 90+5' | (2:0) | 44' Duda · 65' Rzeźniczak · 90+1' Vrdoljak · 90+2' Broź · 90+3' Jodłowiec · 90+5' Kosecki | Stadion Miejski im. Floriana Krygiera, Szczecin Widzów: 8324 Sędzia: Tomasz Musiał (Kraków) |

| 1621 listopada 2014 | GKS Bełchatów               | 0:3   | Legia Warszawa                          |                                                                         |
| 20:30               |                             | (0:2) | 33' Kosecki · 44' Duda · 75' Rzeźniczak | GIEKSA Arena, Bełchatów Widzów: 4765 Sędzia: Bartosz Frankowski (Toruń) |
| 20:30               | 58' Rzeźniczak · 89' Bielik | (0:2) |                                         | GIEKSA Arena, Bełchatów Widzów: 4765 Sędzia: Bartosz Frankowski (Toruń) |

| 171 grudnia 2014 | Legia Warszawa                | 2:0   | Cracovia |                                                                           |
| 18:00            | Marciniak 10' (sam.) · Sá 72' | (1:0) |          | Pepsi Arena, Warszawa Widzów: 12 510 Sędzia: Jarosław Przybył (Kluczbork) |
| 18:00            | 46' Čovilo · 57' Dąbrowski    | (1:0) |          | Pepsi Arena, Warszawa Widzów: 12 510 Sędzia: Jarosław Przybył (Kluczbork) |

| 185 grudnia 2014 | Górnik Zabrze                      | 0:4   | Legia Warszawa                              |                                                                           |
| 20:30            |                                    | (0:2) | 12' Astiz · 33' Żyro · 56' Radović · 81' Sá | Stadion im. Ernesta Pohla, Zabrze Widzów: 3000 Sędzia: Paweł Gil (Lublin) |
| 20:30            | Jež 79' · Seweryn Gancarczyk 90+1' | (0:2) | 59' Duda · 78' Guilherme                    | Stadion im. Ernesta Pohla, Zabrze Widzów: 3000 Sędzia: Paweł Gil (Lublin) |

| 1914 grudnia 2014 | Górnik Łęczna                | 3:1   | Legia Warszawa                                     |                                                                                |
| 18:00             | Černych 9', 42' · Mráz 26'   | (3:0) | 84' Duda                                           | Stadion Górnika Łęczna, Łęczna Widzów: 7200 Sędzia: Bartosz Frankowski (Toruń) |
| 18:00             | Mierzejewski 25' · Bonin 71' | (3:0) | 67' Guilherme · 85' Vrdoljak · 87' Kuciak · 88' Sá | Stadion Górnika Łęczna, Łęczna Widzów: 7200 Sędzia: Bartosz Frankowski (Toruń) |

| 2015 lutego 2015 | Legia Warszawa               | 1:3   | Jagiellonia Białystok          |                                                                                        |
| 18:00            | Hélio Pinto 84'              | (0:1) | 12', 86' Gajos · 53' Tuszyński | Stadion Wojska Polskiego, Warszawa Widzów: 20 663 Sędzia: Jarosław Przybył (Kluczbork) |
| 18:00            | Astiz 26' · Lewczuk 53', 84' | (0:1) | 56' Wasiluk                    | Stadion Wojska Polskiego, Warszawa Widzów: 20 663 Sędzia: Jarosław Przybył (Kluczbork) |

| 2122 lutego 2015 | Korona Kielce                                | 0:0   | Legia Warszawa |                                                                           |
| 18:00            |                                              | (0:0) |                | Kolporter Arena, Kielce Widzów: 11 006 Sędzia: Bartosz Frankowski (Toruń) |
| 18:00            | Golański 32' · Pilipczuk 43' · Jovanović 74' | (0:0) |                | Kolporter Arena, Kielce Widzów: 11 006 Sędzia: Bartosz Frankowski (Toruń) |

| 221 marca 2015 | Legia Warszawa                            | 3:0   | Podbeskidzie Bielsko-Biała    |                                                                              |
| 18:00          | Ryczkowski 12' · Duda 53' (k.) · Sá 90+2' | (1:0) |                               | Stadion Wojska Polskiego, Warszawa Widzów: 12 661 Sędzia: Paweł Gil (Lublin) |
| 18:00          | Bereszyński 74'                           | (1:0) | 82' Śpiączka · 87' Sokołowski | Stadion Wojska Polskiego, Warszawa Widzów: 12 661 Sędzia: Paweł Gil (Lublin) |

| 238 marca 2015 | Śląsk Wrocław | 1:3   | Legia Warszawa                                        |                                                                            |
| 18:00          | M. Paixão 41' | (1:2) | 18' Rzeźniczak · 32' Jodłowiec · 73' Kucharczyk       | Stadion Miejski, Wrocław Widzów: 21 005 Sędzia: Bartosz Frankowski (Toruń) |
| 18:00          | Pich 27'      | (1:2) | 22' Jodłowiec · 72' Rzeźniczak · 77' Astiz · 88' Duda | Stadion Miejski, Wrocław Widzów: 21 005 Sędzia: Bartosz Frankowski (Toruń) |

| 2415 marca 2015 | Legia Warszawa              | 2:2   | Wisła Kraków                  |                                                                                         |
| 18:00           | Żyro 28' · Jović 90' (sam.) | (1:1) | 16' Burliga · 48' (k.) Brożek | Stadion Wojska Polskiego, Warszawa Widzów: 26 527 Sędzia: Mariusz Złotek (Stalowa Wola) |
| 18:00           | Vrdoljak 72'                | (1:1) | 14' Guzmics · 88' Uryga       | Stadion Wojska Polskiego, Warszawa Widzów: 26 527 Sędzia: Mariusz Złotek (Stalowa Wola) |

| 2522 marca 2015 | Lech Poznań                                      | 2:1   | Legia Warszawa                                        |                                                                    |
| 18:00           | Douglas 66' · Hämäläinen 70'                     | (0:0) | 84' Kucharczyk                                        | INEA Stadion, Poznań Widzów: 41 545 Sędzia: Tomasz Musiał (Kraków) |
| 18:00           | Arajuuri 32' · Lovrencsics 57' · Pawłowski 90+9' | (0:0) | 37' Vrdoljak · 40' Kucharczyk · 62' Malarz · 90' Żyro | INEA Stadion, Poznań Widzów: 41 545 Sędzia: Tomasz Musiał (Kraków) |

| 264 kwietnia 2015 | Legia Warszawa          | 2:0   | Piast Gliwice             |                                                                                        |
| 20:30             | Kucharczyk 26' · Sá 65' | (1:0) |                           | Stadion Wojska Polskiego, Warszawa Widzów: 11 000 Sędzia: Daniel Stefański (Bydgoszcz) |
| 20:30             | Kuciak 90'              | (1:0) | 50' Horváth · 56' Moskwik | Stadion Wojska Polskiego, Warszawa Widzów: 11 000 Sędzia: Daniel Stefański (Bydgoszcz) |

| 2711 kwietnia 2015 | Lechia Gdańsk             | 1:0   | Legia Warszawa                |                                                                     |
| 15:30              | Makuszewski 85'           | (0:0) |                               | PGE ARENA, Gdańsk Widzów: 36 500 Sędzia: Bartosz Frankowski (Toruń) |
| 15:30              | Grzelczak 27' · Bąk 90+3' | (0:0) | 14', 39' Duda · 58' Guilherme | PGE ARENA, Gdańsk Widzów: 36 500 Sędzia: Bartosz Frankowski (Toruń) |

| 2819 kwietnia 2015 | Legia Warszawa            | 2:0   | Zawisza Bydgoszcz |                                                                                         |
| 18:00              | Żyro 57' · Kucharczyk 65' | (0:0) |                   | Stadion Wojska Polskiego, Warszawa Widzów: 16 463 Sędzia: Mariusz Złotek (Stalowa Wola) |

| 2924 kwietnia 2015 | Ruch Chorzów                                                 | 0:0   | Legia Warszawa       |                                                                            |
| 20:30              |                                                              | (0:0) |                      | Stadion Miejski, Chorzów Widzów: 9300 Sędzia: Jarosław Przybył (Kluczbork) |
| 20:30              | Starzyński 18' · Kuświk 42' · Zieńczuk 89' · Grodzicki 90+2' | (0:0) | 35' Astiz · 89' Broź | Stadion Miejski, Chorzów Widzów: 9300 Sędzia: Jarosław Przybył (Kluczbork) |

| 3029 kwietnia 2015 | Legia Warszawa              | 2:1   | Pogoń Szczecin                                        |                                                                                       |
| 20:30              | Guilherme 50' · Lewczuk 69' | (0:1) | 3' Zwoliński                                          | Stadion Wojska Polskiego, Warszawa Widzów: 14 000 Sędzia: Adam Lyczmański (Bydgoszcz) |
| 20:30              | Brzyski 90'                 | (0:1) | 56' Frączczak · 69' Rudol · 73' Rogalski · 90' Janota | Stadion Wojska Polskiego, Warszawa Widzów: 14 000 Sędzia: Adam Lyczmański (Bydgoszcz) |

#### Runda finałowa

##### Kolejność w tabeli
| Lp. | Drużyna               | M  | Z  | R  | P  | Bramki | Bramki | Różn. | Pkt | Uwagi                                        | Pkt RZ |
| --- | --------------------- | -- | -- | -- | -- | ------ | ------ | ----- | --- | -------------------------------------------- | ------ |
| 1   | Lech Poznań (M)       | 37 | 19 | 13 | 5  | 67     | 33     | +34   | 43  | Liga Mistrzów UEFA • II runda kwalifikacyjna |        |
| 2   | Legia Warszawa        | 37 | 21 | 7  | 9  | 64     | 34     | +30   | 42  | Liga Europy UEFA • II runda kwalifikacyjna1  |        |
| 3   | Jagiellonia Białystok | 37 | 19 | 8  | 10 | 58     | 44     | +14   | 41  | Liga Europy UEFA • I runda kwalifikacyjna1   |        |
| 4   | Śląsk Wrocław         | 37 | 15 | 13 | 9  | 50     | 43     | +7    | 35  | Liga Europy UEFA • I runda kwalifikacyjna1   |        |
| 5   | Lechia Gdańsk         | 37 | 13 | 10 | 14 | 45     | 47     | −2    | 29  |                                              |        |

##### Mecze
| 319 maja 2015 | Legia Warszawa                          | 1:2   | Lech Poznań                                                            |                                                                                    |
| 15:30         | Vrdoljak 54'                            | (0:0) | 47' Jevtić · 49' Linetty                                               | Stadion Wojska Polskiego, Warszawa Widzów: 25 037 Sędzia: Szymon Marciniak (Płock) |
| 15:30         | Kucharczyk 67' · Astiz 68' · Duda 90+2' | (0:0) | 44' Kędziora · 51' Kamiński · 71' Arajuuri · 82' Sadajew · 86' Linetty | Stadion Wojska Polskiego, Warszawa Widzów: 25 037 Sędzia: Szymon Marciniak (Płock) |

| 3217 maja 2015 | Śląsk Wrocław | 1:1   | Legia Warszawa                                                                  |                                                                             |
| 18:00          | F. Paixão 6'  | (1:1) | 34' Jodłowiec                                                                   | Stadion Miejski, Wrocław Widzów: 15 768 Sędzia: Adam Lyczmański (Bydgoszcz) |
| 18:00          | Kaczmarek 51' | (1:1) | 36' Żyro · 45' Saganowski · 58', 66' Brzyski · 70' Furman · 73' Sá · 90' Malarz | Stadion Miejski, Wrocław Widzów: 15 768 Sędzia: Adam Lyczmański (Bydgoszcz) |

| 3320 maja 2015 | Legia Warszawa | 1:0   | Jagiellonia Białystok |                                                                              |
| 20:30          | Sá 90+8' (k.)  | (0:0) |                       | Stadion Wojska Polskiego, Warszawa Widzów: 17 977 Sędzia: Paweł Gil (Lublin) |
| 20:30          | Duda 90'       | (0:0) | 90+8' Straus          | Stadion Wojska Polskiego, Warszawa Widzów: 17 977 Sędzia: Paweł Gil (Lublin) |

| 3423 maja 2015 | Pogoń Szczecin | 0:1   | Legia Warszawa                    |                                                                                           |
| 18:00          |                | (0:0) | 76' Sá                            | Stadion im. Floriana Krygiera, Szczecin Widzów: 8158 Sędzia: Jarosław Przybył (Kluczbork) |
| 18:00          | Rudol 41'      | (0:0) | 34' Masłowski · 48' Broź · 51' Sá | Stadion im. Floriana Krygiera, Szczecin Widzów: 8158 Sędzia: Jarosław Przybył (Kluczbork) |

| 3531 maja 2015 | Legia Warszawa                                | 1:0   | Wisła Kraków                                      |                                                                                    |
| 15:30          | Rzeźniczak 60'                                | (0:0) |                                                   | Stadion Wojska Polskiego, Warszawa Widzów: 24 429 Sędzia: Szymon Marciniak (Płock) |
| 15:30          | Rzeźniczak 40' · Brzyski 74' · Saganowski 81' | (0:0) | 53' Jović · 59' Sadlok · 76' Dudka · 82' Guerrier | Stadion Wojska Polskiego, Warszawa Widzów: 24 429 Sędzia: Szymon Marciniak (Płock) |

| 363 czerwca 2015 | Lechia Gdańsk           | 0:0   | Legia Warszawa             |                                                                 |
| 20:30            |                         | (0:0) |                            | PGE Arena, Gdańsk Widzów: 24 678 Sędzia: Tomasz Musiał (Kraków) |
| 20:30            | Łukasik 72' · Čolak 90' | (0:0) | 70' Furman · 72' Jodłowiec | PGE Arena, Gdańsk Widzów: 24 678 Sędzia: Tomasz Musiał (Kraków) |

| 377 czerwca 2015 | Legia Warszawa                      | 2:0   | Górnik Zabrze |                                                                                      |
| 18:00            | Kucharczyk 15' · Magiera 56' (sam.) | (1:0) |               | Stadion Wojska Polskiego, Warszawa Widzów: 16 553 Sędzia: Bartosz Frankowski (Toruń) |
| 18:00            | 40' Nowak                           | (1:0) |               | Stadion Wojska Polskiego, Warszawa Widzów: 16 553 Sędzia: Bartosz Frankowski (Toruń) |

### Puchar Polski
| 1/16 finału 24 września 2014 | Miedź Legnica                                                   | 0:4   | Legia Warszawa                                |                                                                        |
| 17:45                        |                                                                 | (0:1) | 22' Vrdoljak · 48', 90' Radović · 56' Kosecki | Stadion Miejski, Legnica Widzów: 5100 Sędzia: Zbigniew Dobrynin (Łódź) |
| 17:45                        | Cierpka 29' · Garuch 43', 54' · Kevin Lafrance 71' · Zgarda 78' | (0:1) | 50', 74' Brzyski* · 61' Astiz                 | Stadion Miejski, Legnica Widzów: 5100 Sędzia: Zbigniew Dobrynin (Łódź) |

- Pierwsza żółta kartka Tomasza Brzyskiego nie jest wliczana do rejestru kartek jako pokazana niesłusznie i została zaliczona Ondrejowi Dudzie.

| 1/8 finału 30 października 2014 | Legia Warszawa                                      | 3:1 (pd.)       | Pogoń Szczecin                   |                                                                       |
| 20:45                           | Żyro 22' · Broź 93' (k.) · Jodłowiec 107'           | (1:1, 1:1, 2:1) | 11' Zwoliński                    | Pepsi Arena, Warszawa Widzów: 15 412 Sędzia: Szymon Marciniak (Płock) |
| 20:45                           | Jodłowiec 51' · Duda 53' · Astiz 67' · Vrdoljak 70' | (1:1, 1:1, 2:1) | 54' Bąk · 78' Kun · 82' Murayama | Pepsi Arena, Warszawa Widzów: 15 412 Sędzia: Szymon Marciniak (Płock) |

| Ćwierćfinał 12 lutego 2015 | Śląsk Wrocław   | 1:1   | Legia Warszawa                                                          |                                                                             |
| 20:00                      | M. Paixão 85'   | (0:1) | 45+3' Żyro                                                              | Stadion Miejski, Wrocław Widzów: 15 183 Sędzia: Adam Lyczmański (Bydgoszcz) |
| 20:00                      | Hołota 25', 58' | (0:1) | 30' Rzeźniczak · 45+5' Guilherme · 69', 84' Vrdoljak · 90+4' Kucharczyk | Stadion Miejski, Wrocław Widzów: 15 183 Sędzia: Adam Lyczmański (Bydgoszcz) |

| Ćwierćfinał 5 marca 2015 | Legia Warszawa                                        | 1:1 (pd.)               | Śląsk Wrocław                             |                                                                                    |
| 20:00                    | Żyro 53'                                              | (0:1, 1:1, 1:1, k. 3:1) | 12' Grajciar                              | Stadion Wojska Polskiego, Warszawa Widzów: 21 464 Sędzia: Szymon Marciniak (Płock) |
| 20:00                    | Furman 57' · Júnior 65' · Duda 101' · Saganowski 104' | (0:1, 1:1, 1:1, k. 3:1) | 59' Grajciar                              | Stadion Wojska Polskiego, Warszawa Widzów: 21 464 Sędzia: Szymon Marciniak (Płock) |
| 20:00                    | · Guilherme · Pinto · Duda · Saganowski               | Rzuty karne             | · Hateley · M. Paixão · F. Paixão · Lačný | Stadion Wojska Polskiego, Warszawa Widzów: 21 464 Sędzia: Szymon Marciniak (Płock) |

2:2 w dwumeczu. Legia awansowała po serii rzutów karnych.
| Półfinał 1 kwietnia 2015 | Podbeskidzie Bielsko-Biała     | 1:4   | Legia Warszawa                                              |                                                                                   |
| 20:00                    | Korzym 84'                     | (0:2) | 24' Masłowski · 30' Vrdoljak · 71' Kucharczyk · 87' Kosecki | Stadion Miejski, Bielsko-Biała Widzów: 5864 Sędzia: Mariusz Złotek (Stalowa Wola) |
| 20:00                    | 51' Masłowski · 55' Saganowski | (0:2) |                                                             | Stadion Miejski, Bielsko-Biała Widzów: 5864 Sędzia: Mariusz Złotek (Stalowa Wola) |

| Półfinał 8 kwietnia 2015 | Legia Warszawa      | 2:0   | Podbeskidzie Bielsko-Biała |                                                                                  |
| 20:45                    | Saganowski 19', 46' | (1:0) |                            | Stadion Wojska Polskiego, Warszawa Widzów: 8000 Sędzia: Zbigniew Dobrynin (Łódź) |
| 20:45                    | Jodłowiec 87'       | (1:0) | 48' Lenartowski            | Stadion Wojska Polskiego, Warszawa Widzów: 8000 Sędzia: Zbigniew Dobrynin (Łódź) |

Legia wygrała 6:1 w dwumeczu.
| Finał 2 maja 2015 | Lech Poznań                   | 1:2   | Legia Warszawa                 |                                                                                |
| 16:00             | Jodłowiec 20' (sam.)          | (1:1) | 30' Jodłowiec · 56' Saganowski | Stadion Narodowy, Warszawa Widzów: 45 322 Sędzia: Daniel Stefański (Bydgoszcz) |
| 16:00             | Trałka 44' · Douglas 52', 88' | (1:1) | 11' Duda · 65' Kucharczyk      | Stadion Narodowy, Warszawa Widzów: 45 322 Sędzia: Daniel Stefański (Bydgoszcz) |

### Liga Mistrzów

#### II runda kwalifikacyjna
| 16 lipca 2014 | Legia Warszawa | 1:1   | St. Patrick’s Athletic  |                                                           |
| 20:45 CET     | Radović 90+1'  | (0:1) | 38' Fagan               | Pepsi Arena, Warszawa Widzów: 11 075 Sędzia: Marius Avram |
| 20:45 CET     | Duda 90'       | (0:1) | 45+1' Clarke · 47' Oman | Pepsi Arena, Warszawa Widzów: 11 075 Sędzia: Marius Avram |

| 23 lipca 2014 | St. Patrick’s Athletic | 0:5   | Legia Warszawa                                                    |                                                              |
| 20:45 CET     |                        | (0:1) | 25', 82' Radović · 69' Żyro · 87' Saganowski · 90+2' (sam.) Byrne | Tallaght Stadium, Dublin Widzów: 4213 Sędzia: Andreas Ekberg |
| 20:45 CET     | Greg Bolger 46'        | (0:1) | 17' Duda                                                          | Tallaght Stadium, Dublin Widzów: 4213 Sędzia: Andreas Ekberg |

Legia wygrała 6:1 w dwumeczu.

#### III runda kwalifikacyjna
| 30 lipca 2014 | Legia Warszawa                              | 4:1   | Celtic                                               |                                                             |
| 20:45 CET     | Radović 10' (36) · Żyro 84' · Kosecki 90+1' | (2:1) | 8' McGregor                                          | Pepsi Arena, Warszawa Widzów: 22 265 Sędzia: Pol van Boekel |
| 20:45 CET     | Astiz 22' · Kosecki 89'                     | (2:1) | 44' Ambrose · 87' Mulgrew · 88' Kajal · 89' Griffits | Pepsi Arena, Warszawa Widzów: 22 265 Sędzia: Pol van Boekel |

| 6 sierpnia 2014 | Celtic                      | 3:0 (wo.)  | Legia Warszawa            |                                                                             |
| 20:45 CET       |                             | (0:1, 0:2) | 36' Żyro · 61' Kucharczyk | Murrayfield Stadium, Edynburg Widzów: 35 000 Sędzia: Paolo Silvio Mazzoleni |
| 20:45 CET       | van Dijk 53' · Johansen 65' | (0:1, 0:2) | 55' Radović               | Murrayfield Stadium, Edynburg Widzów: 35 000 Sędzia: Paolo Silvio Mazzoleni |

4:4 w dwumeczu. Celtic awansował dzięki bramce na wyjeździe. Drugi mecz skończył się wynikiem 0:2, ale Legia została ukarana za wystawienie zawieszonego rezerwowego Bartosza Bereszyńskiego na boisku i Celtic wygrał walkowerem 3:0.

### Liga Europy

#### Play-off
| 21 sierpnia 2014 | Aktöbe FK    | 0:1   | Legia Warszawa |                                                                    |
| 17:00 CET        |              | (0:0) | 48' Duda       | Stadion Centralny, Aktobe Widzów: 12 500 Sędzia: Siergiej Karasiow |
| 17:00 CET        | Korobkin 72' | (0:0) |                | Stadion Centralny, Aktobe Widzów: 12 500 Sędzia: Siergiej Karasiow |

| 28 sierpnia 2014 | Legia Warszawa                          | 2:0   | Aktöbe FK                      |                                                                 |
| 21:00 CET        | Kucharczyk 26' · Vrdoljak 66' (k.)      | (1:0) |                                | Pepsi Arena, Warszawa Widzów: 18 549 Sędzia: Mattias Gestranius |
| 21:00 CET        | Vrdoljak 29' · Kosecki 69' · Kuciak 85' | (1:0) | 22' Korobkin · 65' Łogwinienko | Pepsi Arena, Warszawa Widzów: 18 549 Sędzia: Mattias Gestranius |

Legia wygrała 3:0 w dwumeczu.

#### Faza grupowa
| Lp. | Drużyna            | M | Z | R | P | Bramki | Bramki | +/– | Pkt |
| --- | ------------------ | - | - | - | - | ------ | ------ | --- | --- |
| 1   | Legia Warszawa (A) | 6 | 5 | 0 | 1 | 7      | 2      | +5  | 15  |
| 2   | Trabzonspor (A)    | 6 | 3 | 1 | 2 | 8      | 6      | +2  | 10  |
| 3   | Lokeren            | 6 | 3 | 1 | 2 | 4      | 4      | 0   | 10  |
| 4   | Metalist Charków   | 6 | 0 | 0 | 6 | 3      | 10     | −7  | 0   |

| 118 września 2014 | Legia Warszawa                       | 1:0   | Lokeren                  |                                                             |
| 21:05 CET         | Radović 58'                          | (0:0) |                          | Pepsi Arena, Warszawa Widzów: 21 548 Sędzia: Michael Oliver |
| 21:05 CET         | Broź 64' · Rzeźniczak 77' · Żyro 85' | (0:0) | 56' Scholz · 79' Vanaken | Pepsi Arena, Warszawa Widzów: 21 548 Sędzia: Michael Oliver |

| 22 października 2014 | Trabzonspor                                   | 0:1   | Legia Warszawa                                                       |                                                                        |
| 19:00 CET            |                                               | (0:1) | 16' Kucharczyk                                                       | Hüseyin Avni Aker Stadyumu, Trabzon Widzów: 9875 Sędzia: Viktor Kassai |
| 19:00 CET            | Constant 45' · Papadopulos 74' · Yilmaz 90+5' | (0:1) | 25', 88' Żyro · 43' Brzyski · 43' Kucharczyk · 49' Júnior · 80' Duda | Hüseyin Avni Aker Stadyumu, Trabzon Widzów: 9875 Sędzia: Viktor Kassai |

| 322 października 2014 | Metalist Charków                                       | 0:1   | Legia Warszawa |                                                                                  |
| 18:00 CET             |                                                        | (0:1) | 28' Duda       | Stadion im. Walerego Łobanowskiego, Kijów Widzów: 2374 Sędzia: Gediminas Mažeika |
| 18:00 CET             | Bołbat 36' · Torres 36' · Pszenycznych 59' · Edmar 82' | (0:1) | 84' Duda       | Stadion im. Walerego Łobanowskiego, Kijów Widzów: 2374 Sędzia: Gediminas Mažeika |

| 46 listopada 2014 | Legia Warszawa                               | 2:1   | Metalist Charków                                    |                                                                  |
| 21:05 CET         | Saganowski 29' · Duda 84'                    | (1:1) | 22' Kobin                                           | Pepsi Arena, Warszawa Widzów: 25 809 Sędzia: Eitan Shemeulevitch |
| 21:05 CET         | Kucharczyk 45+1' · Sá 86' · Rzeźniczak 90+1' | (1:1) | 14' Villagra · 62' Torres · 63' Kułakow · 86' Edmar | Pepsi Arena, Warszawa Widzów: 25 809 Sędzia: Eitan Shemeulevitch |

| 527 listopada 2014 | Lokeren    | 1:0   | Legia Warszawa                                 |                                                                 |
| 19:00 CET          | Vanaken 7' | (1:0) |                                                | Daknamstadion, Lokeren Widzów: 6526 Sędzia: Michael Koukoulakis |
| 19:00 CET          | Patosi 84' | (1:0) | 36' Guilherme · 52' Rzeźniczak · 82' Jodłowiec | Daknamstadion, Lokeren Widzów: 6526 Sędzia: Michael Koukoulakis |

| 611 grudnia 2014 | Legia Warszawa                                                        | 2:0   | Trabzonspor |                                           |
| 21:05 CET        | Öztürk 22' (sam.) · Sá 56'                                            | (1:0) |             | Pepsi Arena, Warszawa Sędzia: Kenn Hansen |
| 21:05 CET        | 13' Dursun · 49' Demir · 54' Yilmaz · 58' Constant · 74', 90+1' Ekici | (1:0) |             | Pepsi Arena, Warszawa Sędzia: Kenn Hansen |

#### Faza pucharowa

##### 1/16 finału
| 19 lutego 2015 | Ajax       | 1:0   | Legia Warszawa                 |                                                                  |
| 21:05 CET      | Milik 35'  | (1:0) |                                | Amsterdam ArenA, Amsterdam Widzów: 46 761 Sędzia: Jonas Eriksson |
| 21:05 CET      | Bazoer 45' | (1:0) | 36' Jodłowiec · 90+1' Vrdoljak | Amsterdam ArenA, Amsterdam Widzów: 46 761 Sędzia: Jonas Eriksson |

| 26 lutego 2015 | Legia Warszawa                                                    | 0:3   | Ajax                           |                                                                     |
| 19:00 CET      |                                                                   | (0:3) | 11', 43' Milik · 13' Viergever | Stadion Wojska Polskiego, Warszawa Sędzia: David Fernández Borbalán |
| 19:00 CET      | Vrdoljak 18' · Guilherme 21' · Sá 24' · Żyro 39' · Rzeźniczak 63' | (0:3) |                                | Stadion Wojska Polskiego, Warszawa Sędzia: David Fernández Borbalán |

Ajax wygrał 4:0 w dwumeczu.

## Statystyki

### Występy
| Numer | Pozycja | Piłkarz                | Liga    | Liga | Superpuchar | Superpuchar | Puchar  | Puchar | Liga Mistrzów | Liga Mistrzów | Liga Europy | Liga Europy | Ogólnie | Ogólnie | Kary | Kary |
| Numer | Pozycja | Piłkarz                | Występy | Gole | Występy     | Gole        | Występy | Gole   | Występy       | Gole          | Występy     | Gole        | Występy | Gole    |      |      |
| ----- | ------- | ---------------------- | ------- | ---- | ----------- | ----------- | ------- | ------ | ------------- | ------------- | ----------- | ----------- | ------- | ------- | ---- | ---- |
| 2     | OB      | Dossa Júnior           | 9(1)    | 3    | 0           | 0           | 1       | 0      | 0             | 0             | 6           | 0           | 16(1)   | 3       | 3    | 0    |
| 3     | PO      | Tomasz Jodłowiec       | 31(4)   | 3    | 0           | 0           | 7(1)    | 2      | 4             | 0             | 10          | 0           | 52(5)   | 5       | 6    | 1    |
| 4     | OB      | Igor Lewczuk           | 22(2)   | 1    | 1(1)        | 0           | 4       | 0      | 0             | 0             | 1           | 0           | 28(3)   | 1       | 2    | 1    |
| 5     | OB      | Mateusz Wieteska       | 2       | 0    | 1           | 0           | 0       | 0      | 0             | 0             | 0           | 0           | 0       | 0       | 0    | 0    |
| 6     | PO      | Guilherme              | 18(5)   | 1    | 0           | 0           | 6(1)    | 0      | 0             | 0             | 6           | 0           | 30(6)   | 1       | 6    | 0    |
| 7     | PO      | Henrik Ojamaa          | 1       | 0    | 0           | 0           | 0       | 0      | 0             | 0             | 0           | 0           | 1       | 0       | 0    | 0    |
| 8     | PO      | Ondrej Duda            | 27(13)  | 5    | 0           | 0           | 5(1)    | 0      | 4             | 0             | 8           | 3           | 44(14)  | 8       | 14   | 1    |
| 9     | NA      | Marek Saganowski       | 31(13)  | 2    | 1           | 1           | 7(4)    | 3      | 3(3)          | 1             | 8(7)        | 1           | 49(27)  | 8       | 5    | 0    |
| 11    | NA      | Arkadiusz Piech        | 3       | 0    | 1           | 0           | 0       | 0      | 1(1)          | 0             | 0           | 0           | 5(1)    | 0       | 1    | 0    |
| 12    | BR      | Dušan Kuciak           | 31(1)   | 0    | 0           | 0           | 7       | 0      | 4             | 0             | 10          | 0           | 52(1)   | 0       | 4    | 0    |
| 13    | NA      | Wladimer Dwaliszwili   | 1       | 0    | 0           | 0           | 0       | 0      | 0             | 0             | 0           | 0           | 1       | 0       | 0    | 0    |
| 14    | PO      | Mateusz Szwoch         | 7(1)    | 0    | 0           | 0           | 0       | 0      | 0             | 0             | 0           | 0           | 7(1)    | 0       | 0    | 0    |
| 15    | OB      | Iñaki Astiz            | 18      | 1    | 0           | 0           | 4       | 0      | 4             | 0             | 4           | 0           | 30      | 1       | 8    | 0    |
| 16    | PO      | Michał Masłowski       | 12(7)   | 0    | 0           | 0           | 4(1)    | 1      | 0             | 0             | 2           | 0           | 18(8)   | 1       | 2    | 0    |
| 17    | OB      | Tomasz Brzyski         | 26(1)   | 1    | 0           | 0           | 4       | 0      | 4             | 0             | 4           | 0           | 38(1)   | 1       | 7    | 2    |
| 18    | PO      | Michał Kucharczyk      | 27(9)   | 6    | 0           | 0           | 6(1)    | 1      | 3             | 1             | 10          | 2           | 46(10)  | 10      | 7    | 0    |
| 19    | OB      | Bartosz Bereszyński    | 16(2)   | 0    | 1           | 0           | 1       | 0      | 2(1)          | 0             | 0           | 0           | 19(3)   | 0       | 2    | 0    |
| 20    | PO      | Jakub Kosecki          | 20(3)   | 3    | 1           | 0           | 4(2)    | 2      | 4(3)          | 1             | 7(5)        | 0           | 36(10)  | 6       | 5    | 0    |
| 21    | PO      | Ivica Vrdoljak         | 28(3)   | 3    | 1           | 0           | 6       | 2      | 4(1)          | 0             | 10          | 1           | 48(3)   | 7       | 13   | 1    |
| 23    | PO      | Hélio Pinto            | 19(2)   | 1    | 0           | 0           | 5(4)    | 0      | 2(1)          | 0             | 1(1)        | 0           | 27(8)   | 1       | 1    | 0    |
| 25    | OB      | Jakub Rzeźniczak       | 31(1)   | 5    | 0           | 0           | 6       | 0      | 4             | 0             | 9           | 0           | 50(1)   | 5       | 14   | 0    |
| 27    | PO      | Robert Bartczak        | 1       | 0    | 1           | 0           | 0       | 0      | 0             | 0             | 0           | 0           | 2       | 0       | 0    | 0    |
| 28    | OB      | Łukasz Broź            | 21(1)   | 0    | 0           | 0           | 5       | 1      | 4             | 0             | 10          | 0           | 40(1)   | 1       | 7    | 0    |
| 31    | PO      | Krystian Bielik        | 5(3)    | 0    | 0           | 0           | 0       | 0      | 0             | 0             | 1(1)        | 0           | 6(4)    | 0       | 2    | 0    |
| 32    | PO      | Miroslav Radović       | 10(2)   | 5    | 0           | 0           | 2       | 2      | 4             | 5             | 4           | 1           | 20(2)   | 13      | 1    | 0    |
| 33    | PO      | Michał Żyro            | 27(4)   | 5    | 0           | 0           | 5(4)    | 3      | 4             | 3             | 9(1)        | 0           | 45(8)   | 11      | 7    | 1    |
| 34    | BR      | Arkadiusz Malarz       | 5       | 0    | 0           | 0           | 0       | 0      | 0             | 0             | 0           | 0           | 5       | 0       | 1    | 1    |
| 37    | PO      | Dominik Furman         | 10(3)   | 0    | 0           | 0           | 3(1)    | 0      | 0             | 0             | 0           | 0           | 13(4)   | 0       | 2    | 0    |
| 39    | OB      | Mateusz Hołownia       | 0       | 0    | 1(1)        | 0           | 0       | 0      | 0             | 0             | 0           | 0           | 1(1)    | 0       | 0    | 0    |
| 45    | NA      | Adam Ryczkowski        | 8(2)    | 2    | 1           | 1           | 0       | 0      | 0             | 0             | 0           | 0           | 9(2)    | 3       | 0    | 0    |
| 52    | PO      | Norbert Misiak         | 1       | 0    | 0           | 0           | 0       | 0      | 0             | 0             | 0           | 0           | 1       | 0       | 0    | 0    |
| 70    | NA      | Orlando Sá             | 26(11)  | 13   | 0           | 0           | 2       | 0      | 1             | 0             | 6(1)        | 1           | 35(13)  | 14      | 5    | 0    |
| 73    | OB      | Łukasz Moneta          | 2(1)    | 0    | 1(1)        | 0           | 0       | 0      | 0             | 0             | 0           | 0           | 3(2)    | 0       | 0    | 0    |
| 76    | PO      | Bartłomiej Kalinkowski | 3(1)    | 0    | 1           | 0           | 0       | 0      | 0             | 0             | 0           | 0           | 4(1)    | 0       | 0    | 0    |
| 91    | BR      | Konrad Jałocha         | 3(1)    | 0    | 1           | 0           | 0       | 0      | 0             | 0             | 0           | 0           | 4(1)    | 0       | 0    | 0    |

### Strzelcy
Lista jest uporządkowana według numeru na koszulce, gdy liczba goli jest taka sama.
| M  | Poz.            | Nr              | Piłkarz           | Liga | Superpuchar | Puchar | Liga Mistrzów | Liga Europy | Ogólnie |
| -- | --------------- | --------------- | ----------------- | ---- | ----------- | ------ | ------------- | ----------- | ------- |
| 1  | NA              | 70              | Orlando Sá        | 13   | 0           | 0      | 0             | 1           | 14      |
| 2  | PO              | 32              | Miroslav Radović  | 5    | 0           | 2      | 5             | 1           | 13      |
| 3  | PO              | 33              | Michał Żyro       | 5    | 0           | 3      | 3             | 0           | 11      |
| 4  | PO              | 18              | Michał Kucharczyk | 6    | 0           | 1      | 1             | 2           | 10      |
| 5  | PO              | 8               | Ondrej Duda       | 5    | 0           | 0      | 0             | 3           | 8       |
| 5  | NA              | 9               | Marek Saganowski  | 2    | 1           | 3      | 1             | 1           | 8       |
| 7  | PO              | 21              | Ivica Vrdoljak    | 4    | 0           | 2      | 0             | 1           | 7       |
| 8  | PO              | 20              | Jakub Kosecki     | 3    | 0           | 2      | 1             | 0           | 6       |
| 9  | PO              | 3               | Tomasz Jodłowiec  | 3    | 0           | 2      | 0             | 0           | 5       |
| 9  | OB              | 25              | Jakub Rzeźniczak  | 5    | 0           | 0      | 0             | 0           | 5       |
| 10 | Gole samobójcze | Gole samobójcze | Gole samobójcze   | 2    | 0           | 0      | 1             | 1           | 4       |
| 12 | OB              | 2               | Dossa Júnior      | 3    | 0           | 0      | 0             | 0           | 3       |
| 12 | NA              | 45              | Adam Ryczkowski   | 2    | 1           | 0      | 0             | 0           | 3       |
| 14 | OB              | 4               | Igor Lewczuk      | 1    | 0           | 0      | 0             | 0           | 1       |
| 14 | PO              | 6               | Guilherme         | 1    | 0           | 0      | 0             | 0           | 1       |
| 14 | OB              | 15              | Iñaki Astiz       | 1    | 0           | 0      | 0             | 0           | 1       |
| 14 | PO              | 16              | Michał Masłowski  | 0    | 0           | 1      | 0             | 0           | 1       |
| 14 | OB              | 17              | Tomasz Brzyski    | 1    | 0           | 0      | 0             | 0           | 1       |
| 14 | PO              | 23              | Hélio Pinto       | 1    | 0           | 0      | 0             | 0           | 1       |
| 14 | OB              | 28              | Łukasz Broź       | 0    | 0           | 1      | 0             | 0           | 1       |